# Насруллаев, Гебек Алиевич
Гебек Алиевич Насруллаев (25 февраля 1927 года — 2 февраля 2018 года) — старший мастер вертикального вытягивания стекла стекольного завода «Дагестанские Огни», Герой Социалистического Труда (1971).

## Биография
Гебек Алиевич Насруллаев родился 25 февраля 1927 года в крестьянской семье в селе Варсит Кайтагского района Дагестанской АССР. Детство прошло в непростых условиях довоенного Кавказа, однако уже с юных лет он проявлял усердие и тягу к техническому труду.
В годы Великой Отечественной войны, спасаясь от трудностей и одновременно внося свой вклад в тыл, Гебек Алиевич поступил в фабрично-заводское училище при стекольном заводе «Дагестанские Огни». Одновременно с учёбой он работал на производстве: сначала в цехе по предварительной обработке стекла, затем — в качестве подручного выдувальщика, осваивая базовые технологии формовки стеклоизделий.
После окончания училища в 1946 году Насруллаев был направлен в машино-ванный цех «Дагестанских Огней». Здесь он прошёл путь от отломщика стекла и бортового рабочего до помощника мастера, мастера и, наконец, старшего мастера вертикального вытягивания стекла.
За выдающиеся производственные достижения по итогам семилетки 1959–1965 годов Гебек Алиевич был награждён орденом Ленина.
7 мая 1971 года Указом Президиума Верховного Совета СССР за «достижение рекордных показателей в производстве высококачественного стекла и внедрение передовых технологий» ему было присвоено звание Героя Социалистического Труда с вручением ордена Ленина и золотой медали «Серп и Молот».
С середины 1970-х годов Насруллаев активно участвовал в общественной работе. После назначения председателем Огнинского поселкового совета он курировал проекты по улучшению коммунальной инфраструктуры посёлка «Огни»: модернизацию системы отопления, строительство новой школы и поликлиники. Организовал кружки технического творчества для молодёжи при заводском Доме культуры, где старшие мастера и инженеры проводили мастер-классы по стекольному производству. Участвовал в партийной и профсоюзной деятельности, представляя интересы трудящихся «Дагестанских Огней» на республиканских съездах.
Даже после выхода на пенсию в конце 1980-х годов он продолжал консультировать молодёжь и сотрудников завода, передавая накопленный опыт новым поколениям.
Насруллаев скончался 2 февраля 2018 года. Похоронен в родном селе Варсит. Его имя увековечено в музейной экспозиции «История стекольной отрасли Дагестана» и на памятной доске в фойе стекольного завода «Дагестанские Огни».